# 3e épreuve de Speedcar Series 2008

La 3e épreuve de la saison 2008 de Speedcar Series, disputée les 21 mars 2008 et 22 mars 2008 sur le Circuit international de Sepang, située en Malaisie, est la 3e épreuve du championnat de Speedcar Series. Cette épreuve est la deuxième manche du championnat 2008. 

## Pilotes engagés
| Écurie                 | no | Pilote            |
| ---------------------- | -- | ----------------- |
| Speedcar Team          | 06 | Ukyo Katayama     |
| Speedcar Team          | 07 | Stefan Johansson  |
| Speedcar Team          | 09 | Alex Yoong        |
| Speedcar Team          | 10 | Gianni Morbidelli |
| Speedcar Team          | 18 | Ananda Mikola     |
| Speedcar Team          | 27 | Jean Alesi        |
| Speedcar Team          | 50 | Marchy Lee (en)   |
| Speedcar Team          | 69 | Johnny Herbert    |
| Speedcar Team          | 90 | JJ Lehto          |
| Phoenix Racing Team    | 08 | Uwe Alzen         |
| Phoenix Racing Team    | 80 | Christian Danner  |
| Team First Centreville | 17 | Fabien Giroix     |
| Team First Centreville | 71 | Nicolas Navarro   |
| Union Properties       | 20 | David Terrien     |
| Union Properties       | 85 | Hasher Al Maktoum |
| G.P.C. Squadra Corse   | 21 | Mathias Lauda     |

- Alex Yoong, Marchy Lee (en), Christian Danner et JJ Lehto font leurs débuts en Speedcar Series.
- Christian Danner remplace Klaus Ludwig.

## Qualifications
| Pos | no | Pilote            | Équipe                 | Temps          | Écart    |
| --- | -- | ----------------- | ---------------------- | -------------- | -------- |
| 1   | 27 | Jean Alesi        | Speedcar Team          | 2 min 11 s 342 |          |
| 2   | 69 | Johnny Herbert    | Speedcar Team          | 2 min 12 s 740 | +1 s 398 |
| 3   | 21 | Mathias Lauda     | G.P.C. Squadra Corse   | 2 min 12 s 750 | +1 s 408 |
| 4   | 20 | David Terrien     | Union Properties       | 2 min 13 s 414 | +2 s 072 |
| 5   | 08 | Uwe Alzen         | Phoenix Racing Team    | 2 min 14 s 014 | +2 s 672 |
| 6   | 18 | Ananda Mikola     | Speedcar Team          | 2 min 14 s 165 | +2 s 823 |
| 7   | 85 | Hasher Al Maktoum | Union Properties       | 2 min 14 s 479 | +3 s 137 |
| 8   | 06 | Ukyo Katayama     | Speedcar Team          | 2 min 14 s 597 | +3 s 255 |
| 9   | 10 | Gianni Morbidelli | Speedcar Team          | 2 min 14 s 632 | +3 s 290 |
| 10  | 07 | Stefan Johansson  | Speedcar Team          | 2 min 14 s 670 | +3 s 328 |
| 11  | 71 | Nicolas Navarro   | Team First Centreville | 2 min 14 s 673 | +3 s 331 |
| 12  | 17 | Fabien Giroix     | Team First Centreville | 2 min 15 s 213 | +3 s 871 |
| 13  | 50 | Marchy Lee (en)   | Speedcar Team          | 2 min 16 s 508 | +5 s 166 |
| 14  | 80 | Christian Danner  | Phoenix Racing Team    | 2 min 17 s 162 | +5 s 730 |
| 15  | 09 | Alex Yoong        | Speedcar Team          | 2 min 17 s 436 | +6 s 094 |
| 16  | 90 | JJ Lehto          | Speedcar Team          | 2 min 17 s 740 | +6 s 398 |

## Grille de départ de la course 1
| 1re ligne | 1re ligne | 1.Jean Alesi France                     | 2.Johnny Herbert Royaume-Uni  |
| 2e ligne  | 2e ligne  | 3.Mathias Lauda Autriche                | 4.David Terrien France        |
| 3e ligne  | 3e ligne  | 5.Uwe Alzen Allemagne                   | 6.Ananda Mikola Indonésie     |
| 4e ligne  | 4e ligne  | 7.Hasher Al Maktoum Émirats arabes unis | 8.Ukyo Katayama Japon         |
| 5e ligne  | 5e ligne  | 9.Gianni Morbidelli Italie              | 10.Stefan Johansson Suède     |
| 6e ligne  | 6e ligne  | 11.Nicolas Navarro France               | 12.Fabien Giroix France       |
| 7e ligne  | 7e ligne  | 13.Marchy Lee (en) Hong Kong            | 14.Christian Danner Allemagne |
| 8e ligne  | 8e ligne  | 15.Alex Yoong Malaisie                  | 16.JJ Lehto Finlande          |

## Course 1
| Pos  | no | Pilote            | Écurie                 | Tours | Temps/Abandon   | Points |
| ---- | -- | ----------------- | ---------------------- | ----- | --------------- | ------ |
| 1    | 27 | Jean Alesi        | Speedcar Team          | 19    | 42 min 06 s 705 | 10     |
| 2    | 69 | Johnny Herbert    | Speedcar Team          | 19    | +0 s 286        | 8      |
| 3    | 21 | Mathias Lauda     | Speedcar Team          | 19    | +18 s 556       | 6      |
| 4    | 08 | Uwe Alzen         | Phoenix Racing Team    | 19    | +21 s 348       | 5      |
| 5    | 18 | Ananda Mikola     | Speedcar Team          | 19    | +23 s 894       | 4      |
| 6    | 07 | Stefan Johansson  | Speedcar Team          | 19    | +28 s 279       | 3      |
| 7    | 71 | Nicolas Navarro   | Team First Centreville | 19    | +28 s 547       | 2      |
| 8    | 20 | David Terrien     | Union Properties       | 19    | +32 s 939       | 1      |
| 9    | 10 | Gianni Morbidelli | Speedcar Team          | 19    | +35 s 038       |        |
| 10   | 85 | Hasher Al Maktoum | Union Properties       | 19    | +46 s 177       |        |
| 11   | 09 | Alex Yoong        | Speedcar Team          | 19    | +57 s 090       |        |
| 12   | 10 | JJ Lehto          | Speedcar Team          | 19    | +59 s 385       |        |
| 13   | 80 | Christian Danner  | Phoenix Racing Team    | 19    | +1 min 13 s 787 |        |
| 14   | 50 | Marchy Lee (en)   | Speedcar Team          | 19    | +1 min 18 s 226 |        |
| 15   | 06 | Ukyo Katayama     | Speedcar Team          | 17    | +2 tours        |        |
| Abd. | 17 | Fabien Giroix     | Team First Centreville | 12    |                 |        |

Meilleur tour :  Jean Alesi (2 min 12 s 234 au 7e tour).

## Grille de départ de la course 2
| 1re ligne: | 1re ligne: | 1.David Terrien France        | 2.Nicolas Navarro France                 |
| 2e ligne:  | 2e ligne:  | 3.Stefan Johansson Suède      | 4.Ananda Mikola Indonésie                |
| 3e ligne   | 3e ligne   | 5.Uwe Alzen Allemagne         | 6.Mathias Lauda Autriche                 |
| 4e ligne   | 4e ligne   | 7.Johnny Herbert Royaume-Uni  | 8.Jean Alesi France                      |
| 5e ligne   | 5e ligne   | 9.Gianni Morbidelli Italie    | 10.Hasher Al Maktoum Émirats arabes unis |
| 6e ligne   | 6e ligne   | 11.Alex Yoong Malaisie        | 12.JJ Lehto Finlande                     |
| 7e ligne   | 7e ligne   | 13.Christian Danner Allemagne | 14.Marchy Lee (en) Hong Kong             |
| 8e ligne   | 8e ligne   | 15.Ukyo Katayama Japon        | 16.Fabien Giroix France                  |

## Course 2
| Pos  | no | Pilote            | Écurie                 | Tours | Temps/Abandon   | Points |
| ---- | -- | ----------------- | ---------------------- | ----- | --------------- | ------ |
| 1    | 08 | Uwe Alzen         | Phoenix Racing Team    | 19    | 42 min 06 s 705 | 10     |
| 2    | 20 | David Terrien     | Union Properties       | 19    | +1 s 936        | 8      |
| 3    | 27 | Jean Alesi        | Speedcar Team          | 19    | +9 s 334        | 6      |
| 4    | 69 | Johnny Herbert    | Speedcar Team          | 19    | +11 s 381       | 5      |
| 5    | 10 | Gianni Morbidelli | Speedcar Team          | 19    | +15 s 059       | 4      |
| 6    | 07 | Stefan Johansson  | Speedcar Team          | 19    | +20 s 630       | 3      |
| 7    | 71 | Nicolas Navarro   | Team First Centreville | 19    | +22 s 467       | 2      |
| 8    | 85 | Hasher Al Maktoum | Union Properties       | 19    | +32 s 445       | 1      |
| 9    | 09 | Alex Yoong        | Speedcar Team          | 19    | +33 s 029       |        |
| 10   | 10 | JJ Lehto          | Speedcar Team          | 19    | +42 s 795       |        |
| 11   | 06 | Ukyo Katayama     | Speedcar Team          | 19    | +46 s 639       |        |
| 12   | 80 | Christian Danner  | Phoenix Racing Team    | 19    | +1 min 38 s 515 |        |
| Abd. | 21 | Mathias Lauda     | Speedcar Team          | 12    |                 |        |
| Abd. | 18 | Ananda Mikola     | Speedcar Team          | 8     |                 |        |
| Abd. | 50 | Marchy Lee (en)   | Speedcar Team          | 4     |                 |        |
| Abd. | 17 | Fabien Giroix     | Team First Centreville | 0     |                 |        |

Meilleur tour :  Johnny Herbert (2 min 12 s 535 au 7e tour).

## Classement provisoire
| Pos | Pilote            | SEN 1 | SEN 2 | SEP 1 | SEP 2 | BHR 1 | BHR 2 | DUB 1 | DUB 2 | Points |
| --- | ----------------- | ----- | ----- | ----- | ----- | ----- | ----- | ----- | ----- | ------ |
| 1   | Jean Alesi        | 1     | 2     | 1     | 3     |       |       |       |       | 34     |
| 2   | Uwe Alzen         | 5     | 1     | 4     | 1     |       |       |       |       | 29     |
| 3   | Johnny Herbert    | 3     | 7     | 2     | 4     |       |       |       |       | 21     |
| 4   | David Terrien     | 4     | 4     | 8     | 2     |       |       |       |       | 19     |
| 5   | Mathias Lauda     | 2     | 5     | 3     | Abd.  |       |       |       |       | 18     |
| 6   | Ananda Mikola     | 8     | 3     | 5     | Abd.  |       |       |       |       | 11     |
| 7   | Nicolas Navarro   | 6     | 10    | 7     | 7     |       |       |       |       | 7      |
| 8   | Stefan Johansson  | 12 †  | 11    | 6     | 6     |       |       |       |       | 6      |
| 9   | Klaus Ludwig      | 7     | 6     |       |       |       |       |       |       | 5      |
| 10  | Gianni Morbidelli | 11    | 13 †  | 9     | 5     |       |       |       |       | 4      |
| 11  | Ukyo Katayama     | 13    | 8     | 15    | 11    |       |       |       |       | 1      |
| 12  | Hasher Al Maktoum | 9     | 9     | 10    | 8     |       |       |       |       | 1      |
| 13  | Alex Yoong        |       |       | 11    | 9     |       |       |       |       | 0      |
| 14  | Fabien Giroix     | 10    | 12    | Abd.  | Abd.  |       |       |       |       | 0      |
| 15  | JJ Lehto          |       |       | 12    | 10    |       |       |       |       | 0      |
| 16  | Christian Danner  |       |       | 13    | 12    |       |       |       |       | 0      |
| 17  | Marchy Lee (en)   |       |       | 14    | Abd.  |       |       |       |       | 0      |
|     | Moreno Soeprapto  | Abd.  | Abd.  |       |       |       |       |       |       | 0      |

- † : Classé mais non arrivé